# Maroie de Diergnau
Maroie de Diergnau (ou Dregnan) est une trouveresse française lilloise qui a vécu au XIIIe siècle.

## Œuvre
Deux de ses chants sont parvenus jusqu'à l'époque contemporaine :
- Mout m'abelist quant je voi revenir...[1]
- Je vous pri, Dame Maroie ; jeu parti écrit avec « dame Margot »[2],[3].